# Travisia kerguelensis
Travisia kerguelensis är en ringmaskart som beskrevs av McIntosh 1885. Travisia kerguelensis ingår i släktet Travisia och familjen Opheliidae.
Artens utbredningsområde är havet kring Nya Zeeland.

## Underarter
Arten delas in i följande underarter:
- T. k. intermedia
- T. k. gravieri